# Brookesia valerieae
Brookesia valerieae is een hagedis uit de familie kameleons (Chamaeleonidae).

## Naam en indeling
Het is een van de kortstaartkameleons uit het geslacht Brookesia. De wetenschappelijke naam van de soort werd voor het eerst voorgesteld door Christopher John Raxworthy in 1991.

## Verspreiding en habitat
De kameleon komt endemisch voor in een klein deel van noordelijk Madagaskar. De hagedis is alleen aangetroffen in het Manongarivoreservaat, de oppervlakte van het areaal wordt geschat op ongeveer 2500 vierkante kilometer.
De habitat bestaat uit de strooisellaag van vochtige tropische en subtropische bossen. De soort is aangetroffen op een hoogte van ongeveer 500 tot 700 meter boven zeeniveau.

## Beschermingsstatus
Door de internationale natuurbeschermingsorganisatie IUCN is de beschermingsstatus 'bedreigd' toegewezen (Endangered of EN).